# Lada 1200
De VAZ 2101 (Russisch: ВАЗ 2101) of Zjigoeli, exportaanduiding Lada 1200, is een door AvtoVAZ in de Sovjet-Unie gebouwde personenauto die werd geproduceerd van 1970 tot 1988. Het is het basismodel van alle achterwielaangedreven auto's van Lada en qua uiterlijk en technisch basisconcept gebaseerd op de Fiat 124.

## Geschiedenis
De VAZ 2101 werd voorgesteld in 1970 in het kader van de Honderdste Geboortedag van Lenin en is het eerste model van de geheel nieuwe fabriek in Toljatti. Terwijl de uiterlijke vorm gelijk was aan de Fiat 124, kregen wegens de specifieke gebruiksomstandigheden in de Sovjet-Unie de motor, koppeling, achteras en carrosserie deels aanzienlijke veranderingen. Dat de VAZ 2101, waarvan de jaarproductie al gauw 350.000 stuks bedroeg, een geslaagd ontwerp was, bewees de jarenlange onafgebroken vraag in binnen- en buitenland.

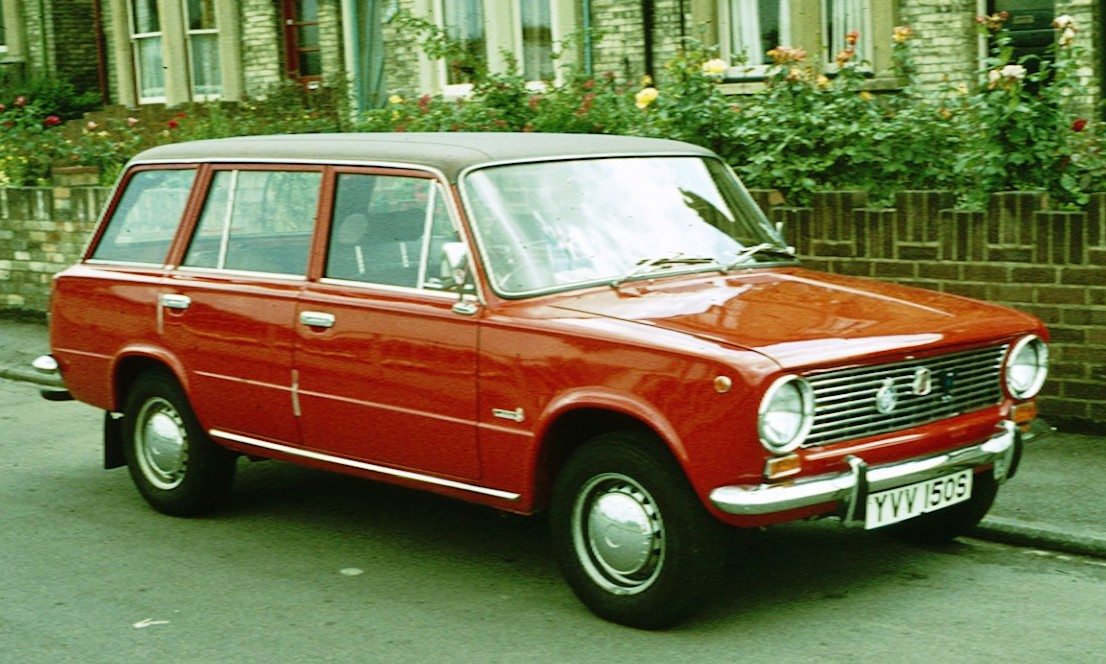
VAZ 2102 / Lada Combi

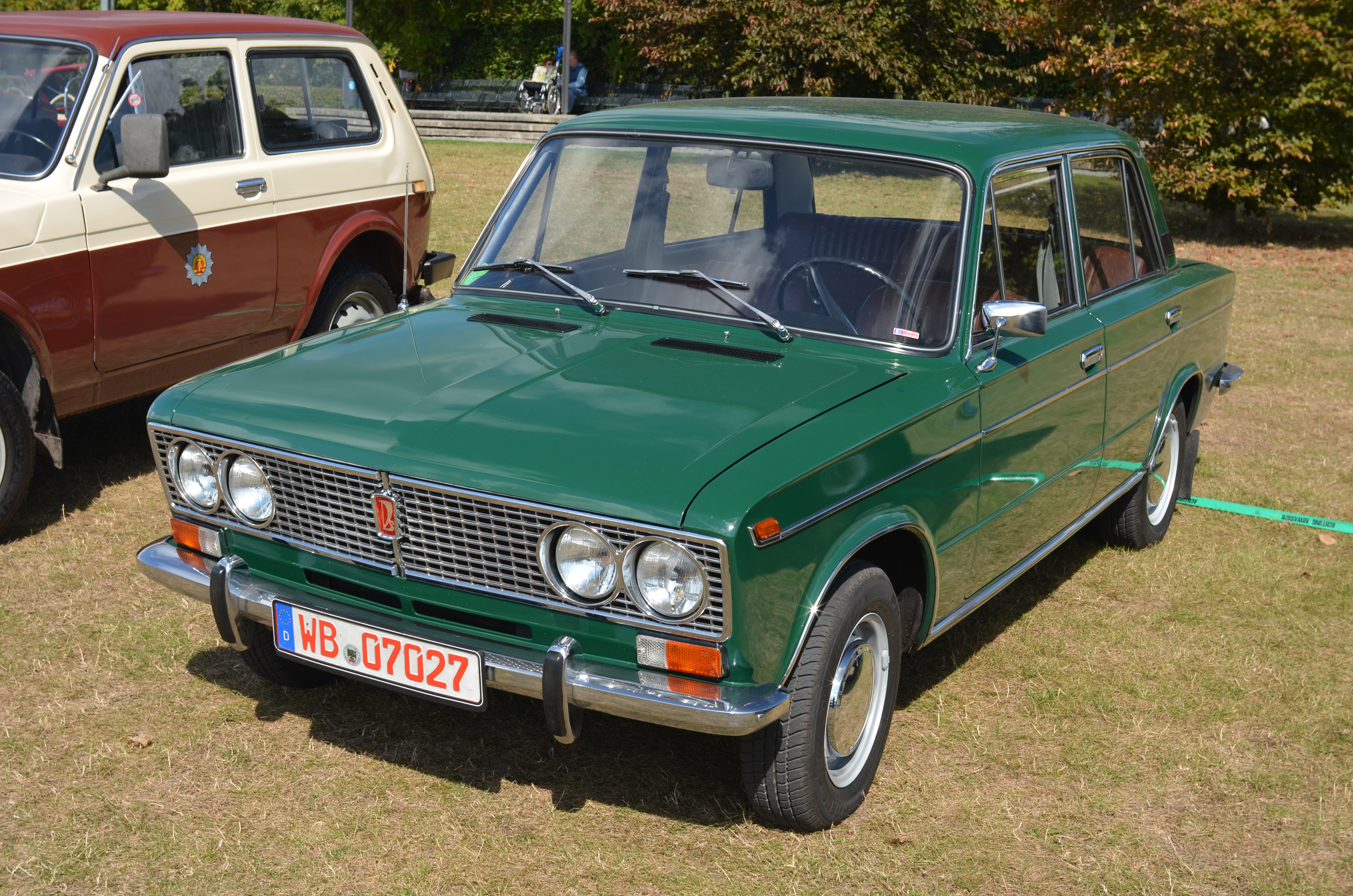
VAZ 2103 / Lada 1500

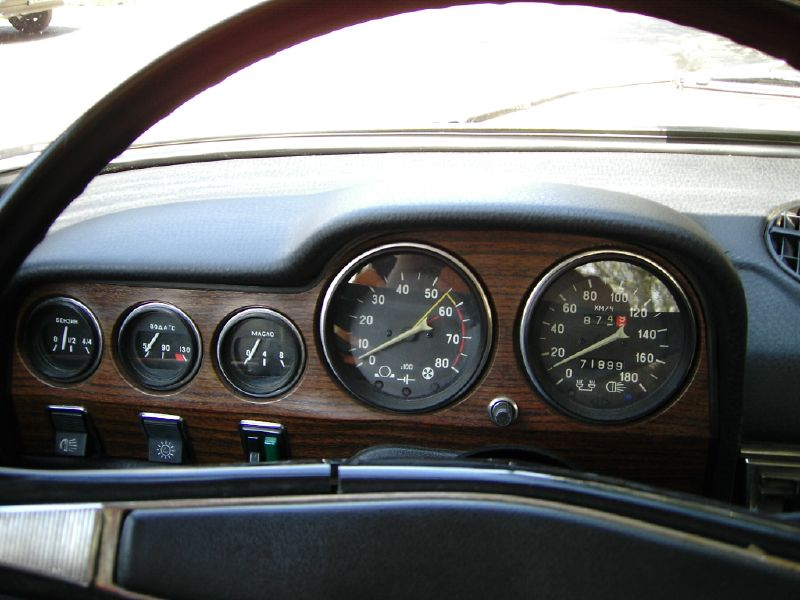
dashboard VAZ 2103 / Lada 1500

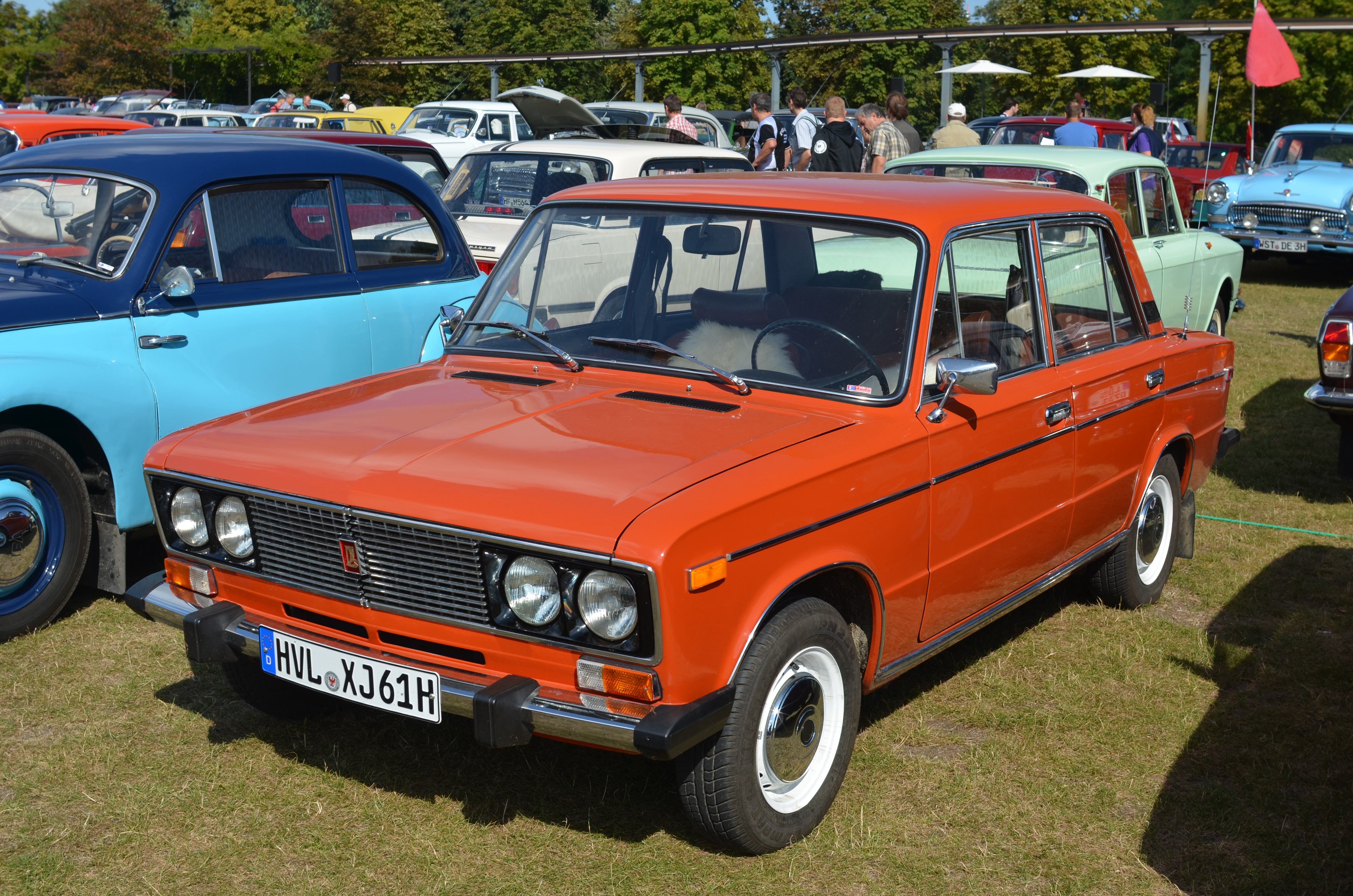
VAZ 2106 / Lada 1600

Op de tweede montageband ontstond vanaf 1972 de combi-versie VAZ 2102 met het gelijke basisconcept. De productie lag in het begin op 50.000 exemplaren per jaar. Bij deze auto werd de achterasoverbrenging gewijzigd en de vering aan de hogere belasting aangepast. De brandstoftank omvatte 45 liter (VAZ 2101: 39 liter).
Het vanaf 1973 gebouwde topmodel, de VAZ 2103 (exportnaam Lada 1500), nam een vijfde van de jaarproductie voor zijn rekening (100.000 stuks). Hij kwam in de aard met het basismodel overeen, slechts 3 procent van de onderdelen waren nieuw. Gewijzigd werden spoorbreedte (voor 20 en achter 17 mm breder), carrosserie (42 mm langer dan de 2101, meer en andere vouwen, hoekiger vorm, sierlijsten, verchroomde grille, dubbele koplampen en gewijzigde achterlichten) en interieur (dashboard met ronde meters, waaronder toerenteller en klokje en verbeterde ontluchting). Daarmee woog de 2103 85 kg meer dan het basismodel. De tot 55 kW versterkte motor had bij gelijkblijvende boring een tot 80 mm verlengde slag. Daardoor konden, anders dan bij een als gebruikelijk opgeboord blok, talrijke 2101-onderdelen zoals zuigers, drijfstangen, krukaslagers en dergelijke gebruikt blijven worden. Gewijzigd werden cilinderblok, krukas en aandrijfketting.
Productietechnisch en qua voorraadbeheer gunstig was, dat alle drie modellen over praktisch dezelfde OHC-motor beschikten. Ook dit maakte een dermate snelle stijging van de productie mogelijk, dat reeds in de eerste helft van de jaren '70 elke tweede in de Sovjet-Unie gebouwde personenwagen van VAZ afkomstig was. In december 1973 hadden een miljoen exemplaren de fabriek verlaten, het productietempo ging verder omhoog en de geplande capaciteit werd al gauw overschreden. Daarmee verbonden waren doorontwikkelingen volgens het voornemen van VAZ om indien mogelijk ieder jaar met een nieuw model te komen.
Dientengevolge begon medio 1974 de productie van de VAZ 21011 of Lada 1300,  een gemoderniseerde en sterkere variant van de 2101. Had men bij de 2103 de slag verlengd, behield men bij de 21011 de slag van het basismodel en vergrootte de boring. Zo steeg de cilinderinhoud met 95 cc en, bij ongewijzigd toerental, het vermogen met 15 en het maximale toerental met 8 procent. Zoals bij alle andere Sovjet-personenwagenmotoren werden ook hier varianten met gewijzigde compressie aangeboden. Wijzigingen ten opzichte van het basismodel betroffen verder de stuurkolom, remsysteem en wijzigingen aan in- en exterieur (stoelconstructie van de 2103, rubber strip op de bumpers).
Het vijfde VAZ-model, naast verschillende mengvormen, was de vanaf 1976 gebouwde VAZ 2106 of Lada 1600. In december van dat jaar overschreed de VAZ-productie de grens van drie miljoen (twee miljoen in juni 1975). Kwam de 2106 (1600 cc) qua uiterlijk meer overeen met de 2103 (1500 cc), de motor werd van de 21011 (1300 cc) afgeleid: de slag werd verlengd en daarmee nam het vermogen toe tot 59 kW, het toerental steeg ten opzichte van de 2103 met 16 procent. Gewijzigd werden verder de smering, koeling, remsysteem en vormgeving van in- en exterieur. Overeenkomstig de smaak van de tijd werd bij dit model meer kunststof gebruikt dan voorheen. Medio jaren '80 maakte de 2106 ongeveer 30 procent van de totale productie uit.
Nadat in juni 1978 de vier- en in oktober 1979 de vijfmiljoenste VAZ geproduceerd was, werd in 1980 de Lada 2105 voorgesteld. Met duidelijk gewijzigde contouren was dit het basismodel van de volgende Lada-generatie. De verschillende varianten van de oude generatie werden stuk voor stuk vervangen, van de originele 2101 werd de productie in 1988 gestaakt.
Modellen in productie:
Granta · 
Largus · 
Vesta · 
XRAY · 
Niva

Modellen niet meer in productie:
1200 · 
1300 · 
1500 · 
1600 · 
2105 · 
2107 · 
2104 · 
Oka · 
Samara · 
110 · 
111 · 
112 · 
Nadezjda ·
Kalina ·
Priora